# UBP-302
UBP-302是一种含氮有机化合物，分子式C
15H
15N
3O
6，由布里斯托尔大学的团队研发，可作为红藻氨酸受体的受体拮抗剂 。